# Gare de Saint-Gervais-les-Bains-Le Fayet
Gare de Saint-Gervais-les-Bains-Le Fayet vasútállomás Franciaországban, Saint-Gervais-les-Bains településen.

## Vasútvonalak
Az állomást az alábbi vasútvonalak érintik:
- La Roche-sur-Foron–Saint-Gervais-vasútvonal
- Saint-Gervais–Vallorcine-vasútvonal

## Kapcsolódó állomások
A vasútállomáshoz az alábbi állomások vannak a legközelebb:
- Gare de Sallanches - Combloux - Megève (Gare de La Roche-sur-Foron, Coppet vasútállomás, La Roche-sur-Foron–Saint-Gervais-vasútvonal, Léman Express Line 3)
- Gare de Chedde (Gare de Vallorcine, Saint-Gervais–Vallorcine-vasútvonal)
- Gare de Saint-Gervais-Mont-Blanc (Gare du Nid d'Aigle, Mont Blanc Tramway)